# BorgBuss

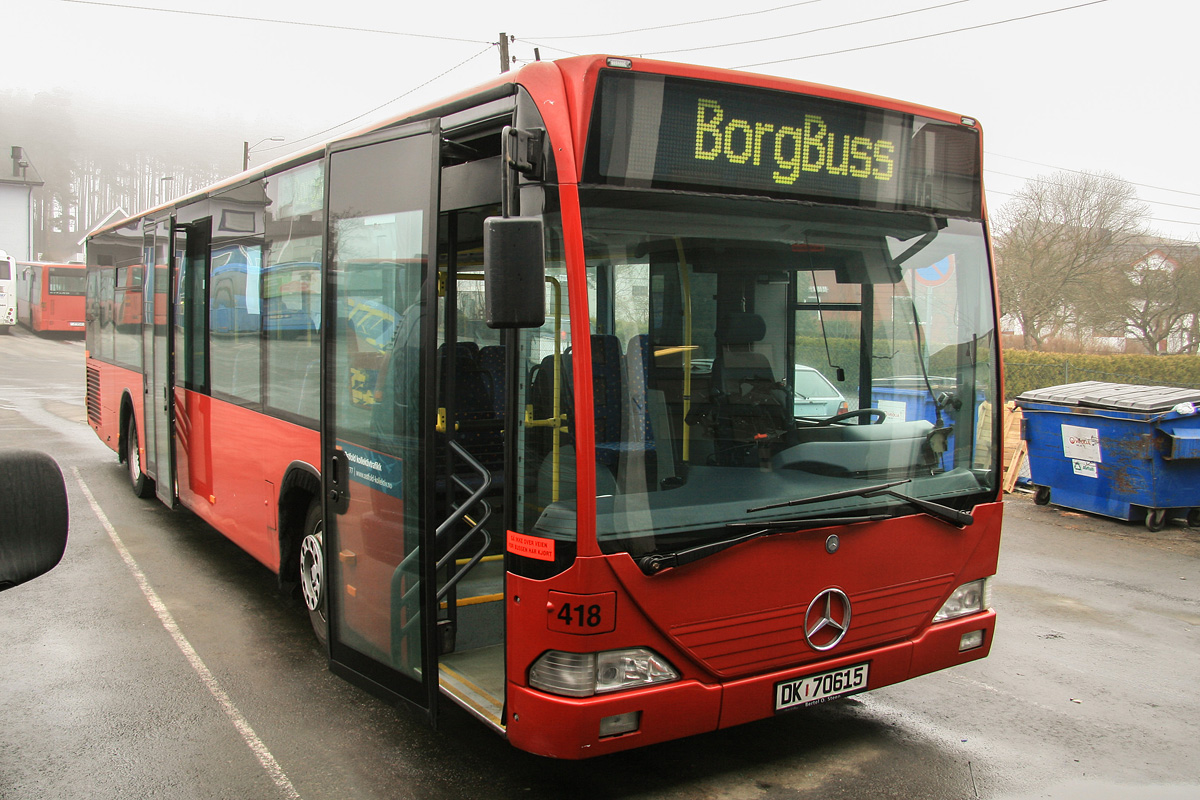
Mercedes-Benz Citaro a BorgBuss vörös színében Sarpsborg 2012-ben.

A BorgBuss egy busztársaság volt, amely a norvég Fredrikstadban, Sarpsborgban és Hvalerben üzemelt 2004 és 2013 között.  Magát a céget 1998-ban alapították, jelenleg is létezik, de már nem működik. A cég 100%-os tulajdonosa a Nettbuss. 

## Fordítás
Ez a szócikk részben vagy egészben  a   BorgBuss című angol Wikipédia-szócikk fordításán alapul.  Az eredeti cikk szerkesztőit annak laptörténete sorolja fel. Ez a jelzés csupán a megfogalmazás eredetét és a szerzői jogokat jelzi, nem szolgál a cikkben szereplő információk forrásmegjelöléseként.